# Xanthophytum kinabaluense
Xanthophytum kinabaluense là một loài thực vật có hoa trong họ Thiến thảo. Loài này được (Bremek.) Tange miêu tả khoa học đầu tiên năm 1995.